# L-912
La L-912 és una carretera antigament anomenada provincial, actualment gestionada per la Generalitat de Catalunya. La L correspon a la demarcació provincial de Lleida.
Té l'origen en la L-911, en el poble de Sant Salvador de Toló, del terme de Gavet de la Conca, i discorre exclusivament per l'interior d'aquest municipi, llevat del darrer tram, en què primer fa de termenal entre Gavet de la Conca i Isona i Conca Dellà (uns 500 metres) i després entra ja en terme de Tremp, antigament de Suterranya (uns 1.500 metres més).
Al llarg del seu recorregut travessa diversos barrancs, llaus i rius: al punt quilomètric 2,2 passa damunt del barranc de la Rovira, i tot seguit el barranc de la Solana; al 3,8, el barranc de la Ferreria; al 5,6, a la Corba de Menal, travessa el barranc de Menal; al 6,5. el barranc de Torrentguixers; al 7,5, el barranc de Cualls; al 8,3 el barranc de la Torre; al 9, el barranc de la Masia de Graus; al 9,3, el barranc de la Masia de Marquès; al 9,8 el barranc de la Masia d'Agustí, i al 10,5, el riu de Conques, al Pont dels Set Ulls.
S'aboca en la carretera antigament comarcal C-1412b (Ponts - Tremp), dins del terme de Tremp, molt a prop del límit amb els d'Isona i Conca Dellà i Gavet de la Conca. En total fa 12 quilòmetres.
Discorre, per tant, pels termes de Gavet de la Conca, Isona i Conca Dellà i Tremp.
En 13 quilòmetres de recorregut baixa 218,5 m.